# Alfonso Espinosa de los Monteros
Pablo Alfonso Espinosa de los Monteros Rueda (Quito, 25 de diciembre de 1941) es un periodista ecuatoriano, considerado como el referente de esta carrera por su amplia trayectoria y credibilidad. Durante 56 años, se desempeñó como presentador del noticiero Televistazo y vicepresidente de noticias de la cadena Ecuavisa, desde 1967 hasta su retiro en 2023. Posee el Récord Guinness como "Presentador de noticias con más años al aire ininterrumpidamente".

## Biografía
Nació el 25 de diciembre de 1941 en Quito. Hijo de padres ibarreños. Su padre, Carlos, era uno de los referentes de la radiodifusión de Imbabura. Tuvo siete hermanos, de los cuales sus hermanos Gabriel y Renato también llegaron a ocupar espacios en la televisión y medios del Ecuador.
"Don Alfonso", como se lo reconoce ampliamente de forma afectiva, trabajó en emisoras de Ibarra y Guayaquil hasta 1962. En 1963 fue director de “Radio La Prensa”.

## Trayectoria
Empezó en Ecuavisa en 1967, el año de su fundación, como el primer presentador de noticias. Fue director de noticias por aproximadamente tres décadas. Como entrevistador ha conducido programas de opinión como: "Ante la Prensa", "Encuentro", "Punto de Vista" y "Decisiones Presidenciales".
Presentó el programa "Cartas de Amor" junto a Toty Rodríguez, con quien tuvo el primer beso televisado en Ecuador.
Ha sido maestro de ceremonias en espectáculos televisivos realizados por varias ediciones de la elección de Miss Ecuador, Reina de Quito y el Festival Internacional de la Canción OTI Capítulo Ecuador, que dio nacimiento al Festival OTI.
Fue el conductor del programa de concurso "Quién quiere ser millonario" (2001 - 2004 y 2009 - 2011). También dirigió otro programa que se llamó "¿Quién es quién?". Es ingeniero comercial de profesión y en 1999 grabó un disco de poesía clásica.
Obtuvo el título de periodista emitido por el Ministerio de Educación y Cultura en 1980, según la Ley de Radio y Televisión, vigente en aquella época.
En 2013, tras una encuesta realizada en Ecuador, se perfiló como el presentador de noticias con mayor índice de credibilidad, con un 21,4%
El 13 de octubre de 2016 realizó la presentación del primer tomo de su libro titulado "Memorias", obra en la que relata sus vivencias como periodista entre los años 1961 y 2016, periodo en el cual el Ecuador vivió regímenes populistas, dictadura y otros gobiernos
A pesar de haberse mantenido alejado de las redes sociales, el 8 de diciembre de 2021 abrió su cuenta en la red social Instagram, llegando a tener más de 100.000 seguidores durante su primer día.
En 2023, debutó como actor de doblaje en la película estadounidense Dungeons & Dragons: Honor Among Thieves, en la cual interpretó al personaje Sven Salafin. La película tuvo su estreno el 30 de marzo de 2023.
Después de 56 años de trayectoria ininterrumpida en televisión, el 6 de abril del 2023 anunció su retiro de las pantallas, y con ello de la actividad periodística, por motivos de su edad y para pasar tiempo con su familia, dejando la posta a las nuevas generaciones de periodistas de Ecuavisa. El 1 de mayo del 2023, ‘Don Alfonso’ emitió su última emisión informativa de Televistazo, en la que se le rindió un emotivo homenaje de parte de su familia y compañeros del canal.

## Premios y reconocimientos
- Recibió la condecoración “Honorato Vázquez” del gobierno ecuatoriano cuando cumplió 25 años en la televisión, otorgada por el entonces presidente Rodrigo Borja Cevallos, en 1992.[12]
- El exalcalde de Quito, Paco Moncayo, le hizo un reconocimiento al haber llegado a los 40 años de carrera periodística, y luego, al cumplir 45 años, también lo hizo el Ministerio Laboral.[12]
- En agosto de 2014 obtuvo el Récord Guiness como "Anchor de noticias con más años al aire ininterrumpidamente", por sus 47 años de labor ininterrumpida como destacado Presentador y Periodista.[7] Además, también el ITV le otorgó el premio como "Mejor presentador de noticias".[22]
- En 2015, en la sesión solemne por el proceso fundacional de Guayaquil, el alcalde Jaime Nebot le otorgó una Presea al Mérito Cultural por su trayectoria.[23]

La Cámara de Comercio de Cuenca le otorgó un reconocimiento por la defensa de los altos valores de la sociedad.

### Premios ITV
| Año  | Categoría                              | Programa                    | Resultado |
| ---- | -------------------------------------- | --------------------------- | --------- |
| 1996 | Mejor presentador de noticias          | Televistazo                 | Ganador   |
| 1998 | Mejor presentador de noticias          | Televistazo                 | Ganador   |
| 1999 | Mejor presentador de noticias          | Televistazo                 | Nominado  |
| 2000 | Mejor presentador de noticias          | Televistazo                 | Nominado  |
| 2001 | Mejor presentador de noticias          | Televistazo                 | Nominado  |
| 2002 | Mejor presentador de noticias          | Televistazo                 | Ganador   |
| 2002 | Mejor presentador de programa concurso | Quién quiere ser millonario | Nominado  |
| 2003 | Mejor presentador de noticias          | Televistazo                 | Nominado  |
| 2005 | Mejor presentador de noticias          | Televistazo                 | Nominado  |
| 2006 | Mejor presentador de noticias          | Televistazo                 | Nominado  |
| 2007 | Mejor presentador de noticias          | Televistazo                 | Nominado  |
| 2008 | Mejor presentador de noticias          | Televistazo                 | Ganador   |
| 2009 | Mejor presentador de noticias          | Televistazo                 | Ganador   |
| 2009 | Mejor presentador de programa concurso | Quién quiere ser millonario | Nominado  |
| 2010 | Mejor presentador de noticias          | Televistazo                 | Ganador   |
| 2010 | Mejor presentador de programa concurso | Quién quiere ser millonario | Nominado  |
| 2011 | Mejor presentador de noticias          | Televistazo                 | Ganador   |
| 2011 | Mejor presentador de programa concurso | Quién quiere ser millonario | Nominado  |
| 2012 | Mejor presentador de noticias          | Televistazo                 | Ganador   |
| 2013 | Mejor presentador de noticias          | Televistazo                 | Nominado  |
| 2014 | Mejor presentador de noticias          | Televistazo                 | Ganador   |
| 2015 | Mejor presentador de noticias          | Televistazo                 | Nominado  |
| 2016 | Mejor presentador de noticias          | Televistazo                 | Ganador   |
| 2017 | Mejor presentador de noticias          | Televistazo                 | Ganador   |
| 2018 | Mejor presentador de noticias          | Televistazo                 | Ganador   |
| 2019 | Mejor presentador de noticias          | Televistazo                 | Ganador   |
| 2021 | Mejor presentador de noticias          | Televistazo                 | Ganador   |